# Haewon
Oh Hae-won  (en hangul, 오해원; en hanja, 吳海媛; romanización revisada, O Haewon; McCune-Reischauer, O Haewŏn; Namdong-gu, 25 de febrero de 2003) conocida como Haewon, es una cantante surcoreana. Es integrante del grupo femenino surcoreano Nmixx, donde se desempeña como vocalista y líder.

## Biografía y carrera

### 2003-2021: Primeros años e inicios en su carrera musical
Haewon nació el 25 de febrero de 2003 en Incheon, Corea del Sur. Desde su infancia, ha sido influenciada por The Weeknd y Imagine Dragons. Fue precisamente durante su escuela primaria, que vio una presentación en vivo de «Demons» de Imagine Dragons, lo que despertó en ella un gran interés por el pop.
A los 15 años, participó en una audición de tres días organizada por JYP Entertainment para formar un nuevo grupo femenino y fue seleccionada como aprendiz. Pasó cinco años entrenando en la compañía. Antes de debutar, fue muy reconocida por sus evaluaciones de desempeño y por hacer largos trayectos diarios, lo que le valió el apodo de «la aprendiz legendaria de JYP».
El 9 de julio de 2021, JYP lanzó varios adelantos sobre un futuro grupo de chicas. El 5 de noviembre, fue confirmada como parte del grupo a través de un cover de la canción «I Love You 3000» de Stephanie Poetri.

### 2022-presente: Debut y actividades en solitario
El 22 de febrero de 2022, debutó como líder de Nmixx con el lanzamiento del álbum sencillo Ad Mare y su canción principal «O.O». El 24 de septiembre del mismo año, se incorporó como profesora asistente del programa Music Universe K-909.
El 6 de enero de 2023, hizo una aparición especial como presentadora en Music Bank. El 11 de marzo, participó en el programa Lee Moo Jin Service. Más adelante, el 22 de julio, volvió a asumir el rol de presentadora invitada en Show! Music Core. El 24 de agosto, formó parte del programa de variedades Han Moon-chul's Black Box Review. Finalmente, el 28 de diciembre se unió como conductora fija del programa de SBS, Dilemma Game.
Entre el 4 de abril y el 5 de septiembre de 2024, participó como presentadora en el programa en línea Workdol. Uno de los segmentos del programa, se volvió viral y generó numerosos memes. Gracias a su participación en el programa, también fue invitada a presentar el clima en el noticiero JTBC Newsroom. Durante su paso por Workdol, destacó por su actitud entusiasta como trabajadora a medio tiempo, lo que le valió convertirse en imagen de la plataforma de empleos y compraventa Daangn. Además, protagonizó campañas publicitarias para LG Electronics y productos de la empresa Post Holdings. El 18 de mayo del mismo año, participó en el programa de variedades Knowing Bros. El 11 de julio, fue anunciado como presentadora en la segunda temporada de Workdol. El 5 de agosto, asumió el rol de conductora en el especial de chuseok de Idol Star Athletics Championships. El 10 de septiembre, interpretó una canción para la banda sonora del webtoon Maru is a Puppy. El 10 de octubre, se convirtió en una de los modelos de campaña de la marca Le Coq Sportif en Corea para la segunda mitad del año. Finalmente, desde el 28 de noviembre hasta el 6 de marzo de 2025, fue presentadora en la tercera temporada del programa en línea Workdol.
El 18 de enero de 2025, junto a Park Jin-joo, Ailee y Lee Mi-joo, participó en el programa de variedades Hangout with Yoo dentro del proyecto, formando el grupo -10°C. Juntas interpretaron un cover del tema «Is It Still Beautiful», lanzado originalmente por Kim Yeon-woo en 1999.

## Discografía

### Canciones
| Título                                                                            | Año            | Mejor posición | Álbum               |
| Título                                                                            | Año            | COR            | Álbum               |
| Bandas sonoras                                                                    | Bandas sonoras | Bandas sonoras | Bandas sonoras      |
| --------------------------------------------------------------------------------- | -------------- | -------------- | ------------------- |
| «Maru is a Puppy»                                                                 | 2024           | —              | Maru is a Puppy OST |
| «–» indica que el lanzamiento no fue lanzado o no se posicionó en ese territorio. |                |                |                     |